# Aphis holoenotherae
Aphis holoenotherae är en insektsart som beskrevs av Rakauskas 2007. Aphis holoenotherae ingår i släktet Aphis och familjen långrörsbladlöss. Inga underarter finns listade i Catalogue of Life.